# El hacha de Wandsbek (película de 1951)
El hacha de Wandsbek es una película dramática alemana de 1951 dirigida por Falk Harnack basada en la novela homónima de Arnold Zweig.  Fue la primera película de la DEFA cuya exhibición fue prohibida, y un ejemplo temprano de los llamados Kellerfilme. 

## Trama
Hamburgo en el año 1934: Se espera que Adolf Hitler llegue a la ciudad, pero primero hay una “mancha” que hay que eliminar: cuatro comunistas condenados a muerte aun no han sido ejecutados, pero actualmente a la ciudad le falta un verdugo. El exitoso naviero y standartenführer de las SS, Footh, espera que resolviendo el problema podría ganarse el favor de un funcionario nazi de mayor rango. Resulta útil que su antiguo compañero de la Primera Guerra Mundial, el maestro carnicero Teetjen de Wandsbek, le pida ayuda económica para modernizar su carnicería.
Footh le ofrece a Teetjen 2000 reichsmark si asume el trabajo de verdugo. Después de una noche de deliberación, Teetjen acepta, con la condición de que su crimen permanezca en secreto. La ejecución tiene lugar como había sido planeada, y Teetjen sigue haciendo su trabajo cotidiano, pero la suerte quiere que se corra la voz sobre el crimen y su autor. Los clientes de su barrio reaccionan con disgusto y dejan de comprar en su negocio. Footh ignora su solicitud de ayuda y se aleja de Teetjen. A partir de ahora, la necesidad financiera será mayor que antes. El apoyo a corto plazo de sus camaradas de la SA llega demasiado tarde: su esposa Stine se ahorca, tras lo cual Teetjen se pega un tiro.

## Elenco
- Erwin Geschonneck : Albert Teetjen
- Willy A. Kleinau : Hans Peter Footh
- Käthe Braun : Stine Teetjen
- Gefion Helmke: Dra. Käthe Neumeier
- Arthur Schröder : Dr. Koldewey
- Ursula Meissner: Annette Koldewey
- Helmuth Hinzelmann: Coronel Lintze
- Erika Dannhoff : Lene Prestow
- Fritz Wisten: Siegfried Mengers, preso
- Albert Garbe: Otto Merzenich, preso
- Hermann Stövesand : Friedrich Timme, preso
- Gert Karl Schaefer: Willi Schröter, preso

## Producción

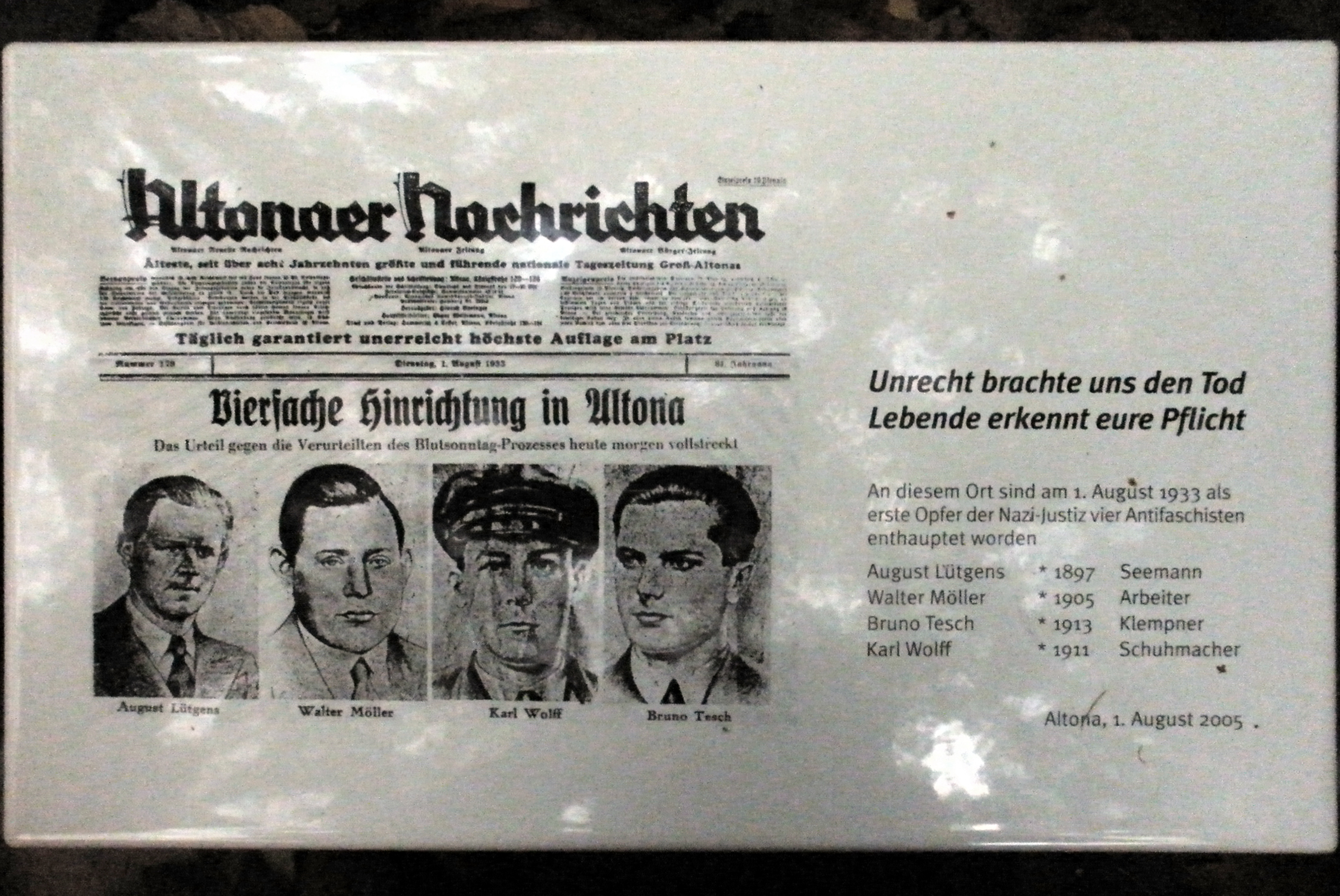
Placa conmemorativa para August Lütgens, Walter Möller, Karl Wolff y Bruno Tesch en el lugar de su ejecución, detrás del tribunal de distrito de Altona

El guion de la película fue adaptado por Wolfgang Staudte de la novela homónima de Arnold Zweig, que el autor escribió en 1943, mientras estaba exiliado en el Mandato británico de Palestina. El director Falk Harnack, cuyo hermano Arvid fue ejecutado por el régimen nazi y que en diciembre de 1943 escapó de la 999.ª División Ligera Áfrika para luchar con la resistencia griega, decidió filmar la obra de Staudte en 1950. 
El hacha de Wandsbek fue creada en Studio Babelsberg con tomas al aire libre en Babelsberg y sus alrededores.  Hubo acaloradas discusiones sobre la película. La Deutsche Film AG exigió que la culpa del verdugo fuera resaltada no sólo como su fracaso personal, sino también como culpa del sistema fascista. También hubo objeciones del Comité Central del Partido Comunista de la Unión Soviética, que consideró que la película provocaba lástima con los asesinos y que, por lo tanto, debería ser retirada del programa.

Los errores del realismo crítico se revelan aún más abiertamente en la película “El hacha de Wandsbeck”, que no convierte a los luchadores de la clase obrera alemana en sus principales héroes, sino más bien a sus verdugos. Filmar este material fue un grave error por parte de la comisión DEFA y de la junta directiva de DEFA.
Sozialistische Einheitspartei Deutschlands/Politbüro des Zentralkomitees

El hacha de Wandsbek sólo pudo ser exhibida durante un mes, durante el cual tuvo 800.000 espectadores. La película fue retirada el 7 de julio de 1951.  Bertolt Brecht hizo sugerencias infructuosas de introducir modificaciones en la película para resolver la disputa. Falk Harnack abandonó su cargo de director artístico en la DEFA y la RDA después de los conflictos de 1952, emigrando a Alemania Occidental. El estudio quedó bajo el control del funcionario del partido Sepp Schwab. 
En 1962, se permitió que la película se proyectara nuevamente en honor al 75 cumpleaños de Zweig. La versión autorizada era veinte minutos más corta que la original. En 1981 se restauró la película a su versión original. 
En 1982 hubo una nueva adaptación para la televisión de Horst Königstein y Heinrich Breloer. Es una mezcla de obra televisiva, material documental y entrevistas con testigos contemporáneos. 

## Recepción
La película de Harnack, su debut como director y posiblemente su mejor trabajo cinematográfico, sigue la novela escrita por Arnold Zweig en el exilio en Haifa y publicada por primera vez (en hebreo) en 1943. Unas semanas después de su estreno en varias ciudades de la RDA, la producción de la DEFA (Neues Deutschland: "Una obra de arte") fue retirada de su distribución por considerar que la película despertaba lástima por un nazi. No fue hasta 1962 que el debut de Harnack, muy acortado, se estrenó nuevamente en el cine por recomendación de Zweig. 

El director Falk Harnack encuentra la imagen clave en su adaptación de Arnold Zweig cuando hace que Teetjen pose como verdugo frente al espejo del armario de su dormitorio: el hombre honesto como un asesino (de la ley y el orden), en un traje (prestado), con sombrero de copa y máscara, el hacha del abuelo (“¡Acero auténtico de Sheffield!”) en mano. Los movilizadores y seguidores de la dictadura se agrupan en torno a un drama íntimo: un panóptico de vociferadores ruidosos y mendigos mezquinos. Harnack, de una manera demasiado paternal y didáctica, opone a esto la resistencia de los comunistas creyentes que, como monumentos heroicos a sí mismos, miran hacia un mañana mejor, donde "la bandera roja ondea en el Michel". 